# Famille Nobel
Pour les articles homonymes, voir Nobel.
La famille Nobel est une importante famille suédoise dont l'histoire est étroitement liée à celles de la Suède et de la Russie des Romanov. L'héritage laissé par les Nobel comprend de vastes contributions à la philanthropie, et au développement de l'industrie de l'armement et de l'industrie pétrolière. Parmi ses membres les plus remarquables se trouvent Immanuel Nobel, le jeune, développeur des mines marines et inventeur d'un tour permettant la production du contreplaqué moderne, Ludvig Nobel, le fondateur de Branobel et l'un des hommes les plus riches et les plus puissants de la Russie en son temps, et Alfred Nobel, l'inventeur de la dynamite, qui donna l'intégralité de ses biens à la création des prix Nobel.

## Origines
La famille Nobel est originaire de Östra Nöbbelöv, un village en Scanie, d'où son patronyme. Le premier membre fut Petrus Olai Nobelius (1655-1707), lequel se maria à Wendela Rudbeck (1668-1710), la fille du prestigieux scientifique suédois Olof Rudbeck, aussi connu comme Olof Rudbeck le vieux.

## Accomplissements
Les membres de la famille Nobel se firent remarquer pendant des siècles par leur intérêt pour l'art et aussi par leur génie inventif, auquel on se réfère parfois comme le trait Rudbeckien, lequel ils auraient hérité de leur ancêtre Olof Rudbeck. Immanuel Nobel fut parmi les premiers à développer les mines sous-marines, conçut quelques-uns des premiers moteurs à vapeur pour les navires russes, installa les premiers systèmes de chauffage central dans les résidences russes et développa le contreplaqué moderne (coupé avec un tour). Ludvig Nobel fonda la Machine-Building Factory Ludvig Nobel, une grande fabrique d'armement. Ludvig fonda aussi Branobel, la plus puissante industrie pétrolière russe d'avant la révolution, dessina et fit batîr le premier pétrolier du monde et entreprit la construction du premier oléoduc européen. Alfred Nobel, qui décéda sans enfants, fut l'inventeur de la dynamite et le responsable pour la création des prix Nobel.
La Société de la Famille Nobel est une société privée, à laquelle seuls les membres de la famille peuvent être admis — à ne pas confondre avec la Fondation Nobel. La famille Nobel se fait aussi représenter tous les ans à la cérémonie du prix Nobel à Stockholm. En 2007, les archives de la famille, conservées aux Archives régionales de Lund, furent inscrites sur le Registre International Mémoire du monde de l'UNESCO.

## Membres
- Olof Nobelius (1706-1760), artiste, (m.1750) Ana Christina Wallin (1718-1787)
  - Immanuel Nobel, l'ancien (1757-1839), médecin, (m.1er) Anna Kristina Rosell (1760-1795), (m.2e) Brita Catharina Ahlberg (1770-1823) 
    - Immanuel Nobel, le jeune (1801-1872)(m.1828) Andriette Ahlsell (1803-1889)[5]

## Descendants d'Immanuel Nobel, le jeune
- Robert Nobel, (1829-1896), pionnier de l'industrie pétrolière russe (m.1860) Pauline Lenngrén (1840-1918)
- Ludvig Nobel, (1831-1888), fondateur de Branobel et son premier président, (m.1er1858) Mina Ahlsell (1832-1869), (m.2e 1871) Edla Constantia Collin Nobel (1848-1921)
- Alfred Nobel, (1833-1896), l'inventeur de la dynamite, a fondé les prix Nobel
- Emil Oskar Nobel (en), (1843-1864)

## Descendants de Robert et de Pauline Nobel
- Hjalmar Immanuel Nobel (1863-1956 (m.1923) Anna Sofia, Comtesse Posse (1895-1975)
- Comtesse Ingeborg Sofia (1865-1939) (m.1894) Comte Carl von Frischen Ridderstolpe (1864-1905)
- Ludvig Emanuel Nobel (1868-1946) (m.1895) Valborg Wettergrund (1869-1940)

## Descendants de Ludvig et de Mina Nobel
- Emanuel Nobel, (1859-1932), le deuxième président de Branobel
- Carl Nobel, (1862-1893)(m.) Mary Landzert (1865-1928)
  - Andriette Nobel-Tydén (1890-1976)(m.1912) Eberhard Tydén (1885-1968)
  - Mimmi Nobel-Högman (1891-1938)(m.1st.1914) Gustav Högman (1888-1947)
    - Ulla Mary Elisabeth (n.1916) (m.1939) Baron Sigvard Gustaf Beck-Friis (n.1913)
      - Baronesse Christina Mary Cecilia (n.1943)
      - Baron Joachim Beck-Friis (n.1946)
      - Baronesse Elisabeth Ulla Alice (n.1950) (m.1986) Baron Erik Ottoson Thott (n.1954)

    - Tom Åke Emanuel Högman (1922-1991)
- Anna Nobel Sjögren, (1866-1935)

## Descendants de Ludvig et d'Edla Nobel
- Esther Wilhelmina (Mina) Olsen-Nobel, (1873-1929)
  - Alf Igor Nobel, (1898-1968) (m. 1921) Esther Mathilda Johnsen (1898-1978)
    - Hans Emanuel Nobel (n. 1922)
    - Edla (Lisle) Nordenfelt (n. 1923)
    - Claes Nobel, (n. 1930)

  - Edla Nobel Claret de Fleurieu (1899-1996)(m.1er 1920) Roger Daudy (1889-1933)(m.2e 1934) Comte Médéric Claret de Fleurieu (1893-1968)
    - Comtesse Irline Aglaé Marie Nadine (n.1935) (m.1956) Comte Henri Lombard de Buffières de Rambuteau (1925-1991)
      - Jean-Marie Lombard de Buffières de Rambuteau (n.1957)
      - Marie Edla Lombard de Buffières de Rambuteau (n.1958)(m.1987) monsieur Gilles Lambotte (n.1951)
        - Arthur Lambotte(n.1989)
        - Sybille Lambotte(n.1991)
        - Margaux Lambotte(n.1993)

      - Claude Lombard de Buffières de Rambuteau (n.1959)(m.1991) Diane Claret de Fleurieu (n.1961) 
        - Astrid Lombard de Buffières de Rambuteau (n.1991)
        - Mathilde Lombard de Buffières de Rambuteau (n.1993)
        - Cécile Lombard de Buffières de Rambuteau (n.1995)

      - Philibert Lombard de Buffières de Rambuteau (n.1966)
      - Charles Lombard de Buffières de Rambuteau (n.1968)[6] Marie Conan
        - Constance Lombard de Buffières de Rambuteau

    - Comte Patrick Camille Alfred Claret de Fleurieu (n.1938) (m.1967) Anne Viguier (n.1941)
      - Sylvie Claret de Fleurieu (n.1968)
      - Médéric Claret de Fleurieu (n.1969)
      - Sabine Claret de Fleurieu (n.1971)

  - Leif Jurij Nobel (1901-1938)(m.1930) Anna Elisabeth Mellén (1905-2003)
    - Peter Nobel, (n.1931)
    - Eva Nobel, (n.1935)
- Ludvig Alfred (Lullu) Nobel, (1874-1935)
- Ingrid Hildegard Nobel-Ahlqvist, (1879-1929)
- Marta Helena Nobel-Oleinikoff, (1881-1973) (m. 1905) Prince Georgij Pavlovitj Oleinikoff (1864-1937)
  - Nils Nobel-Oleinikoff (1905-1990), dernier président de Branobel (m.1er 1933) Herta Frieda ter Meer (1911-1939), (m.2e 1943) Dora Ahlqvist (1906-1985)
    - Peter Nobel-Oleinikoff (n.1937) (m. 1998) Anna von Holstein
    - Nils Nobel-Oleinikoff (n.1944) (m. 1968) Monique de Lamare-Singery, (1947-1995)
      - Christianne Oleinikoff (n. 1970) m.(2006) Bruno Ferraz-Coutinho (n.1972)
- Rolf Nobel, (1882-1947)
- Emil Waldemar Ludvig Nobel, (1885-1951)
- Gustaf Oscar Ludvig (Gösta) Nobel, (1886-1951)